# Krönikörallsvenskan
Krönikörallsvenskan är ett pris till bästa svenska fotbollskrönikör som årligen delas ut av magasinet Four Four Two.

## Pristagare
- 2003: Mats Härd - Göteborgs-Posten
- 2004: Mats Olsson - Expressen[1]
- 2005: Simon Bank - Aftonbladet
- 2006: Mats Olsson - Expressen[2]
- 2007: Johan Esk - Dagens Nyheter[3]
- 2008: Johan Orrenius - Expressen[4]
- 2009: Marjan Svab - Helsingborgs Dagblad[5]
- 2010. Simon Bank - Aftonbladet
- 2011. Stisse Åberg - Gävle Nyhetsbyrå
- 2012. Erik Niva - Aftonbladet